# BackupPC

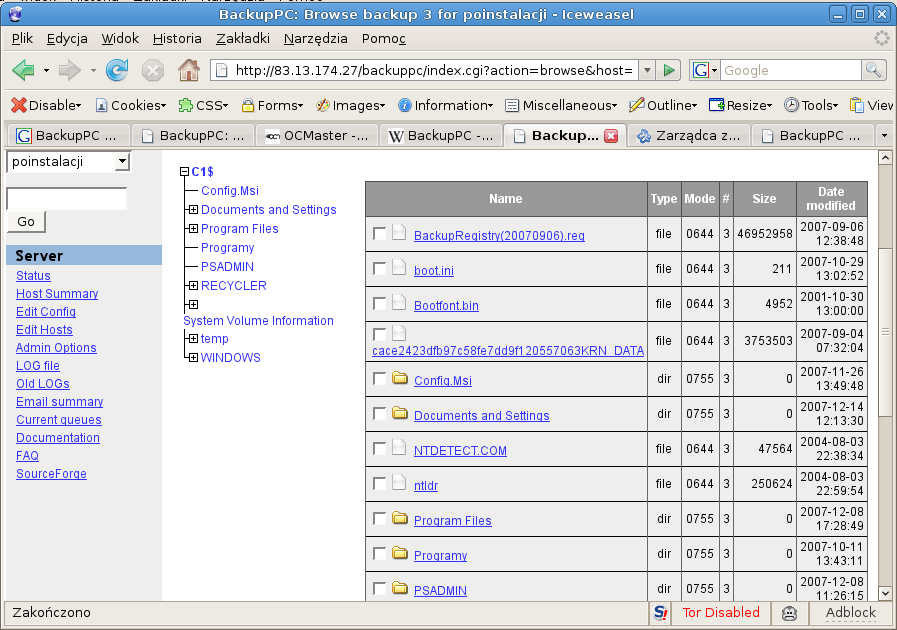

BackupPC – linuksowy system kopii bezpieczeństwa danych działający tylko na serwerze, o odczycie i przywracaniu sterowanym za pomocą przeglądarki WWW.
Wyróżnia go wysoki stopień kompresji danych i bezobsługowa praca. Wykonuje kopie klientów na dysku twardym serwera.
Może archiwizować i odtwarzać dane z innych komputerów sieci podobnie jak AMANDA, ale na klientach nie wymaga instalowania dodatkowego oprogramowania. Współpracuje także z systemami Windows za pośrednictwem samby, rsync lub rsyncd z cygwin.
Wymaga sporej wiedzy podczas instalacji i konfiguracji na serwerze, ale prosty dla pozostałych użytkowników.
Program napisany w Perlu z wyjątkiem klienta backuppcd napisanego w C, rozprowadzany na licencji GNU GPL.
Od wersji 3.1 ma polską wersję językową, ale pomoc i dokumentacja nie zostały jeszcze przetłumaczone.

## Metody transmisji zbiorów
- tar – podstawowy dla kopii lokalnych
- SMB – najprostsza w realizacji dla klientów windowsowych
- rsync
- rsyncd (dla Windowsa dodatkowo cygwin albo DeltaCopy)
- arhive
- backuppcd – uniwersalny klient, aktualnie nierozwijany
- FTP – dostępny w wersji 3.2 (wersja beta).

## Wydajność
Przykładowy serwer
na Celeronie 2266 MHz z pamięcią 256 MB RAM archiwizował kilkadziesiąt komputerów za pomocą samby z prędkością niewiele przekraczającą 10 GB na godzinę (ilość danych odebranych z sieci). Po zwiększeniu pamięci
do 512 MB prędkość wzrosła do 16-18 GB na godzinę. Ostatecznie pamięć została zwiększona do 1 GB, a prędkość do 22-24 GB na godzinę.
Modyfikacja klientów ograniczyła się do dodania użytkownika i udostępnienia dysków.
Znacznie większą wydajność można uzyskać stosując zamiast samby rsyncd, lecz wymaga to instalacji dodatkowego oprogramowania na klientach i obciąża je.
Program oblicza sumy kontrolne MD5 zbiorów. Na jej podstawie umieszcza zbiory w puli na dysku w katalogu cpool (skompresowane) albo pool (nieskompresowane), a w archiwach tylko dowiązania twarde. W ten sposób jeżeli zbiór o takiej samej zawartości występuje kilkakrotnie jest zapisywany tylko raz. Daje to wysoką kompresję przy archiwizacji wielu komputerów, lub przechowywaniu kilku kolejnych kopii na jednym nośniku.
Przytoczony serwer w archiwum 220 GB mieści 4100 GB surowych danych z 121 komputerów. Archiwum zawiera średnio dla jednego komputera 5,5 kopii pełnych i 9 przyrostowych.